# کارخانه (شازند)
کارخانه، روستایی از توابع بخش سربند شهرستان شازند در استان مرکزی ایران است. جز آخرین روستای  جنوبی  دهستان هندودر می باشد. زمینهای این منطقه به صورت دیم زار و آبی میباشد و کاشت بیشتر اراضی گندم و یونجه میباشد دیگر محصولات این منطقه نخود ، بادام و در مقیاس کمتر میوه های فصلی مانند شلیل و زردآلو میباشد .

## جمعیت
این روستا در دهستان هندودر قرار دارد و براساس سرشماری مرکز آمار ایران در سال ۱۳۸۵، جمعیت آن ۵۱ نفر بوده‌است. در سال 1399 جمعیت آن حدود 11 نفر بوده که بهمین دلیل این روستای فاقد  دهیاری میباشد ولی بصورت ییلاق جمعیت آن به حدود 60 نفر میرسد که اکثرا از شهرهای بزرگ تهران و اراک وارد میشوند .
بیشترین مردم این روستا در یکصد سال قبل یهودیان بودند که از ایل قشقایی شیراز بوده و به این منطقه تبعید شده اند